# Codiaeum palawanense
Codiaeum palawanense är en törelväxtart som beskrevs av Adolph Daniel Edward Elmer. Codiaeum palawanense ingår i släktet Codiaeum och familjen törelväxter. Inga underarter finns listade i Catalogue of Life.